# Список спортсменів, позбавлених олімпійських нагород

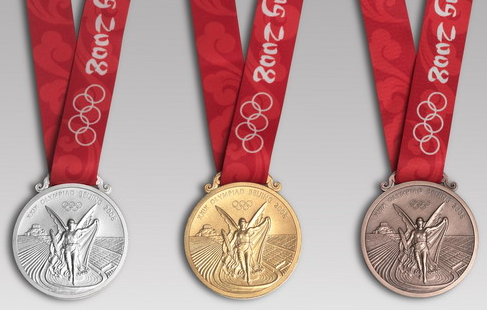
Медалі літніх Олімпійських ігор 2008 року, яких були позбавлені 24 спортсмени та 1 олімпійська команда

Нижче представлений список спортсменів, позбавлених Міжнародним олімпійським комітетом (МОК) олімпійських нагород.
МОК, який діє на основі Олімпійської хартії, є органом, що відповідає за проведення Олімпійських ігор, формуванням їх правил та принципів проведення. МОК володіє повноваженнями в односторонньому порядку, у випадку порушенням спортсменом правил Олімпійських ігор, позбавити його вже врученої нагороди. У випадку якщо спортсмен був членом команди, нагороди позбавляються й інші члени команди (на практиці в ряді випадків бувають виключення).
Більшість перерахованих у списку спортсменів були позбавлені нагород за вживання допінгу.
У виключних випадках МОК може відмінити постанову про позбавлення нагороди та повернути її атлету. Такі випадки перераховані у другій таблиці.
На кінець 2016 року рішенням МОК були позбавлені олімпійських нагород 115 спортсменів (команд), із них у 11 випадках нагорода була повернена; таким чином, позбавленими олімпійської нагороди є 104 спортсмени (команди). Найбільше разів олімпійських нагород були позбавлені важкоатлети — 38 разів (випадків повернення нагород не було) і легкоатлети — 37 разів (із них у 6 випадках медаль було повернено), часто також трапляються випадки позбавлення нагород у лижних перегонах та велоспорті.
Найбільше разів нагород були позбавлені спортсмени (команди), які представляли Росію — 31 раз, США — 15 разів (із них у 4 випадках медаль була повернена) і Казахстан — 8 разів.
Найбільше разів анульовані нагороди літніх Олімпійських ігор 2008 року — 26 нагород (із них у 2 випадах медаль була повернена) та літніх Олімпійських ігор 2012 року — 24 нагороди (випадків повернення нагород не було).

## Список спортсменів (команд), позбавлених рішенням МОК олімпійських медалей
Згідно з даними на 10 грудня 2016 року.
| Олімпіада                    | Атлет                                                    | Країна                       | Нагорода | Вид спорту                                                   | Причина |
| ---------------------------- | -------------------------------------------------------- | ---------------------------- | -------- | ------------------------------------------------------------ | --- |
| Літні Олімпійські ігри 1968  | Збірна із сучасного п'ятиборства (Ганс-Гуннар Лієнвалль) | Швеція                       | Бронза   | Сучасне п'ятиборство, командні змагання                      | Допінг (алкоголь) |
| Літні Олімпійські ігри 1972  | Бахвайн Буядаа                                           | Монголія                     | Срібло   | Дзюдо, до 63 кг                                              | Допінг |
| Літні Олімпійські ігри 1972  | Хайме Уеламо                                             | Іспанія                      | Бронза   | Велоспорт, групова гонка                                     | Допінг |
| Літні Олімпійські ігри 1972  | Велосипедна команда (Ад ван ден Гук)                     | Нідерланди                   | Бронза   | Велоспорт, командна гонка                                    | Допінг. |
| Літні Олімпійські ігри 1972  | Рік Демонт                                               | США                          | Золото   | Плавання, 400 м вільним стилем                               | Допінг |
| Літні Олімпійські ігри 1976  | Благой Благоєв                                           | Болгарія                     | Срібло   | Важка атлетика, до 82,5 кг                                   | Допінг |
| Літні Олімпійські ігри 1976  | Збігнев Качмарек                                         | Польща                       | Золото   | Важка атлетика, до 67,5 кг                                   | Допінг |
| Літні Олімпійські ігри 1976  | Валентин Христов                                         | Болгарія                     | Золото   | Важка атлетика, до 100 кг                                    | Допінг |
| Літні Олімпійські ігри 1984  | Томас Юганссон                                           | Швеція                       | Срібло   | Греко-римська боротьба, понад 100 кг                         | Допінг |
| Літні Олімпійські ігри 1984  | Мартті Вайніо                                            | Фінляндія                    | Срібло   | Легка атлетика, біг 10 000 м                                 | Допінг |
| Літні Олімпійські ігри 1988  | Мітко Граблев                                            | Болгарія                     | Золото   | Важка атлетика, до 56 кг                                     | Допінг |
| Літні Олімпійські ігри 1988  | Ангел Генчев                                             | Болгарія                     | Золото   | Важка атлетика, до 67,5 кг                                   | Допінг |
| Літні Олімпійські ігри 1988  | Бен Джонсон                                              | Канада                       | Золото   | Легка атлетика, біг 100 м                                    | Допінг |
| Літні Олімпійські ігри 1988  | Андор Саньї                                              | Угорщина                     | Золото   | Важка атлетика, до 100 кг                                    | Допінг |
| Літні Олімпійські ігри 1992  | Ібрагім Самадов                                          | Об'єднана команда            | Бронза   | Важка атлетика, до 82,5 кг                                   | За відмову прийняти медаль на церемонії нагородження |
| Літні Олімпійські ігри 2000  | Ашот Даніелян                                            | Вірменія                     | Бронза   | Важка атлетика, понад 105 кг                                 | Допінг |
| Літні Олімпійські ігри 2000  | Ізабела Драгнева                                         | Болгарія                     | Золото   | Важка атлетика, до 48 кг                                     | Допінг |
| Літні Олімпійські ігри 2000  | Іван Іванов                                              | Болгарія                     | Срібло   | Важка атлетика, до 56 кг                                     | Допінг |
| Літні Олімпійські ігри 2000  | Маріон Джонс                                             | США                          | Золото   | Легка атлетика, біг 100 м                                    | Допінг |
| Літні Олімпійські ігри 2000  | Маріон Джонс                                             | США                          | Золото   | Легка атлетика, біг 200 м                                    | Допінг |
| Літні Олімпійські ігри 2000  | Маріон Джонс                                             | США                          | Золото   | Легка атлетика, естафета 4×400 м                             | Допінг |
| Літні Олімпійські ігри 2000  | Маріон Джонс                                             | США                          | Бронза   | Легка атлетика, стрибки в довжину                            | Допінг |
| Літні Олімпійські ігри 2000  | Маріон Джонс                                             | США                          | Бронза   | Легка атлетика, естафета 4×100 м                             | Допінг |
| Літні Олімпійські ігри 2000  | Александр Ляйпольд                                       | Німеччина                    | Золото   | Вільна боротьба, до 76 кг                                    | Допінг |
| Літні Олімпійські ігри 2000  | Севдалін Мінчев                                          | Болгарія                     | Бронза   | Важка атлетика, до 62 кг                                     | Допінг |
| Літні Олімпійські ігри 2000  | Андрея Редукан                                           | Румунія                      | Золото   | Спортивна гімнастика, багатоборство, особиста першість       | Допінг |
| Літні Олімпійські ігри 2000  | Естафетна команда (Антоніо Петтігрю і Джером Янг)        | США                          | Золото   | Легка атлетика, естафета 4×100 м                             | Допінг |
| Літні Олімпійські ігри 2000  | Збірна КНР з гімнастики (Дун Фансяо)                     | Китай                        | Бронза   | Спортивна гімнастика, багатоборство, командна першість       | Фальсифікація вікових даних спортсменки |
| Літні Олімпійські ігри 2000  | Ленс Армстронг                                           | США                          | Бронза   | Велоспорт, шосейна гонка з роздільного старту                | Допінг |
| Зимові Олімпійські ігри 2002 | Алан Бакстер                                             | Велика Британія              | Бронза   | Гірськолижний спорт, слалом                                  | Допінг |
| Зимові Олімпійські ігри 2002 | Ольга Данилова                                           | Росія                        | Золото   | Лижні перегони, гонка переслідування                         | Допінг |
| Зимові Олімпійські ігри 2002 | Ольга Данилова                                           | Росія                        | Срібло   | Лижні перегони, перегони на 10 км                            | Допінг |
| Зимові Олімпійські ігри 2002 | Лариса Лазутіна                                          | Росія                        | Золото   | Лижні перегони, перегони на 30 км                            | Допінг |
| Зимові Олімпійські ігри 2002 | Лариса Лазутина                                          | Росія                        | Срібло   | Лижні перегони, перегони на 15 км                            | Допінг |
| Зимові Олімпійські ігри 2002 | Лариса Лазутіна                                          | Росія                        | Срібло   | Лижні перегони, гонка переслідування                         | Допінг |
| Зимові Олімпійські ігри 2002 | Йоган Мюлегг                                             | Іспанія                      | Золото   | Лижні перегони, перегони на 50 км                            | Допінг |
| Зимові Олімпійські ігри 2002 | Йоган Мюлегг                                             | Іспанія                      | Золото   | Лижні перегони, перегони на 30 км                            | Допінг |
| Зимові Олімпійські ігри 2002 | Йоган Мюлегг                                             | Іспанія                      | Золото   | Лижні перегони, гонка переслідування                         | Допінг |
| Літні Олімпійські ігри 2004  | Адріан Аннуш                                             | Угорщина                     | Золото   | Легка атлетика, метання молота                               | Допінг |
| Літні Олімпійські ігри 2004  | Юрій Білоног                                             | Україна                      | Золото   | Легка атлетика, штовхання ядра                               | Допінг |
| Літні Олімпійські ігри 2004  | Крістал Кокс                                             | США                          | Золото   | Легка атлетика, естафета 4×100 м                             | Допінг |
| Літні Олімпійські ігри 2004  | Роберт Фазекаш                                           | Угорщина                     | Золото   | Легка атлетика, метання диску                                | Допінг |
| Літні Олімпійські ігри 2004  | Ференц Дьюркович                                         | Угорщина                     | Срібло   | Важка атлетика, до 105 кг                                    | Допінг |
| Літні Олімпійські ігри 2004  | Тайлер Гемілтон                                          | США                          | Золото   | Велоспорт, шосейна гонка з роздільного старту                | Допінг |
| Літні Олімпійські ігри 2004  | Ірина Коржаненко                                         | Росія                        | Золото   | Легка атлетика, штовхання ядра                               | Допінг |
| Літні Олімпійські ігри 2004  | Світлана Кривельова                                      | Росія                        | Бронза   | Легка атлетика, штовхання ядра                               | Допінг |
| Літні Олімпійські ігри 2004  | Шон О'Коннор                                             | Ірландія                     | Золото   | Кінний спорт, конкур, індивідуальна першість                 | Допінг |
| Літні Олімпійські ігри 2004  | Олег Перепечонов                                         | Росія                        | Бронза   | Важка атлетика, до 77 кг                                     | Допінг |
| Літні Олімпійські ігри 2004  | Леонідас Сампаніс                                        | Греція                       | Бронза   | Важка атлетика, до 62 кг                                     | Допінг |
| Літні Олімпійські ігри 2004  | Збірна команда (Людгер Бербаум)                          | Німеччина                    | Золото   | Кінний спорт, конкур командна першість                       | У крові його коня Голдфевер виявлено заборонені субстанції, команда Німеччини після перерахунку очок втратила золоті медалі та перемістилась на третє місце |
| Літні Олімпійські ігри 2004  | Команда з веслування (Олена Олефіренко)                  | Україна                      | Бронза   | Академічне веслування, четвірка парна                        | Допінг |
| Літні Олімпійські ігри 2004  | Іван Тихон                                               | Білорусь                     | Срібло   | Легка атлетика, метання молота                               | Допінг |
| Літні Олімпійські ігри 2004  | Ірина Ятченко                                            | Білорусь                     | Бронза   | Легка атлетика, метання диска                                | Допінг |
| Зимові Олімпійські ігри 2006 | Ольга Пильова                                            | Росія                        | Серебро  | Біатлон, гонка на 15 км                                      | Допінг |
| Літні Олімпійські ігри 2008  | Марія Абакумова                                          | Росія                        | Срібло   | Легка атлетика, метання спису                                | Допінг |
| Літні Олімпійські ігри 2008  | Ара Абрахамян                                            | Швеція                       | Бронза   | Греко-римська боротьба, до 84 кг                             | За порушення правил Олімпійської хартії під час церемонії нагородження (кинув медаль на підлогу)                                                            |
| Літні Олімпійські ігри 2008  | Хаджимурат Аккаєв                                        | Росія                        | Бронза   | Важка атлетика, до 94 кг                                     | Допінг |
| Літні Олімпійські ігри 2008  | Денис Алексєєв                                           | Росія                        | Бронза   | Легка атлетика, естафета 4×400 м                             | Допінг |
| Літні Олімпійські ігри 2008  | Хасан Бароєв                                             | Росія                        | Срібло   | Греко-римська боротьба, до 120 кг                            | Допінг |
| Літні Олімпійські ігри 2008  | Людмила Блонська                                         | Україна                      | Срібло   | Легка атлетика, семиборство                                  | Допінг |
| Літні Олімпійські ігри 2008  | Катерина Волкова                                         | Росія                        | Бронза   | Легка атлетика, біг 3000 метрів з/п                          | Допінг |
| Літні Олімпійські ігри 2008  | Марія Грабовецька                                        | Казахстан                    | Бронза   | Важка атлетика, понад 75 кг                                  | Допінг |
| Літні Олімпійські ігри 2008  | Наталія Давидова                                         | Україна                      | Бронза   | Важка атлетика, до 69 кг                                     | Допінг |
| Літні Олімпійські ігри 2008  | Хрисопії Деветзі                                         | Греція                       | Бронза   | Легка атлетика, потрійний стрибок                            | Допінг |
| Літні Олімпійські ігри 2008  | Надія Євстюхіна                                          | Росія                        | Бронза   | Важка атлетика, до 75 кг                                     | Допінг |
| Літні Олімпійські ігри 2008  | Ілля Ільїн                                               | Казахстан                    | Золото   | Важка атлетика, до 94 кг                                     | Допінг |
| Літні Олімпійські ігри 2008  | Анастасія Капачинська                                    | Росія                        | Срібло   | Легка атлетика, естафета 4×400 м                             | Допінг |
| Літні Олімпійські ігри 2008  | Кім Чон Су                                               | КНДР                         | Бронза   | Стрільба, пістолет, 50 м                                     | Допінг |
| Літні Олімпійські ігри 2008  | Кім Чон Су                                               | КНДР                         | Срібло   | Стрільба, пневматичний пістолет, 10 м                        | Допінг |
| Літні Олімпійські ігри 2008  | Дмитро Лапіков                                           | Росія                        | Бронза   | Важка атлетика, до 105 кг                                    | Допінг |
| Літні Олімпійські ігри 2008  | Асет Мамбетов                                            | Казахстан                    | Бронза   | Важка атлетика, до 96 кг                                     | Допінг |
| Літні Олімпійські ігри 2008  | Ірина Некрасова                                          | Казахстан                    | Срібло   | Важка атлетика, до 63 кг (жінки)                             | Допінг |
| Літні Олімпійські ігри 2008  | Збірна команда (Тоні Андре Гансен)                       | Норвегія                     | Бронза   | Кінний спорт, конкур, командна першість                      | У крові його коня Каміро виявлено заборонені субстанції, команда Норвегії після перерахунку очок втратила бронзові медалі та перемістилась на дев'яте місце |
| Літні Олімпійські ігри 2008  | Віталій Рагімов                                          | Азербайджан                  | Срібло   | Греко-римська боротьба, до 60 кг                             | Допінг |
| Літні Олімпійські ігри 2008  | Рашид Рамзі                                              | Бахрейн                      | Золото   | Легка атлетика, біг 1500 м                                   | Допінг |
| Літні Олімпійські ігри 2008  | Артур Таймазов                                           | Узбекистан                   | Золото   | Вільна боротьба, понад 96 кг                                 | Допінг |
| Літні Олімпійські ігри 2008  | Василь Федоришин                                         | Україна                      | Срібло   | Вільна боротьба, до 60 кг                                    | Допінг |
| Літні Олімпійські ігри 2008  | Тетяна Фірова                                            | Росія                        | Срібло   | Легка атлетика, естафета 4×100 м                             | Допінг |
| Літні Олімпійські ігри 2008  | Юлія Чермошанська                                        | Росія                        | Срібло   | Легка атлетика, естафета 4×100 м                             | Допінг |
| Літні Олімпійські ігри 2008  | Ганна Чичерова                                           | Росія                        | Бронза   | Легка атлетика, стрибки у висоту                             | Допинг |
| Літні Олімпійські ігри 2008  | Денис Юрченко                                            | Україна                      | Бронза   | Легка атлетика, стрибки з жердиною                           | Допінг |
| Літні Олімпійські ігри 2008  | Марина Шаїнова                                           | Росія                        | Срібло   | Важка атлетика, до 58 кг                                     | Допінг |
| Літні Олімпійські ігри 2012  | Аслі Чакір Алптекін                                      | Туреччина                    | Золото   | Легка атлетика, 1500 м                                       | Допінг |
| Літні Олімпійські ігри 2012  | Апті Аухадов                                             | Росія                        | Срібло   | Важка атлетика, до 85 кг                                     | Допінг |
| Літні Олімпійські ігри 2012  | Тайсон Гей                                               | США                          | Срібло   | Легка атлетика, естафета 4×100 м                             | Допінг |
| Літні Олімпійські ігри 2012  | Наталія Заболотна                                        | Росія                        | Срібло   | Важка атлетика, до 75 кг                                     | Допінг |
| Літні Олімпійські ігри 2012  | Юлія Заріпова                                            | Росія                        | Золото   | Легка атлетика, біг 3000 метрів з/п                          | Допінг |
| Літні Олімпійські ігри 2012  | Олександр Іванов                                         | Росія                        | Срібло   | Важка атлетика, до 94 кг                                     | Допінг |
| Літні Олімпійські ігри 2012  | Ілля Ільїн                                               | Казахстан                    | Золото   | Важка атлетика, до 94 кг                                     | Допінг |
| Літні Олімпійські ігри 2012  | Крістіна Йову                                            | Молдова                      | Бронза   | Важка атлетика, до 53 кг                                     | Допінг |
| Літні Олімпійські ігри 2012  | Юлія Калина                                              | Україна                      | Бронза   | Важка атлетика, до 58 кг                                     | Допінг |
| Літні Олімпійські ігри 2012  | Ольга Каниськіна                                         | Росія                        | Срібло   | Легка атлетика, ходьба                                       | Допінг |
| Літні Олімпійські ігри 2012  | Сергій Кирдяпкін                                         | Росія                        | Золото   | Легка атлетика, ходьба 50 км                                 | Допінг |
| Літні Олімпійські ігри 2012  | Євгенія Колодко                                          | Росія                        | Срібло   | Легка атлетика, штовхання ядра                               | Допінг |
| Літні Олімпійські ігри 2012  | Ірина Кулеша                                             | Білорусь                     | Бронза   | Важка атлетика, до 75 кг                                     | Допінг |
| Літні Олімпійські ігри 2012  | Анатолій Кирику                                          | Молдова                      | Бронза   | Важка атлетика, до 94 кг                                     | Допінг |
| Літні Олімпійські ігри 2012  | Тетяна Лисенко                                           | Росія                        | Золото   | Легка атлетика, метання молота                               | Допінг |
| Літні Олімпійські ігри 2012  | Майя Манеза                                              | Казахстан                    | Золото   | Важка атлетика, до 63 кг                                     | Допінг |
| Літні Олімпійські ігри 2012  | Надія Остапчук                                           | Білорусь                     | Золото   | Легка атлетика, штовхання ядра                               | Допінг |
| Літні Олімпійські ігри 2012  | Дарія Пищальникова                                       | Росія                        | Срібло   | Легка атлетика, метання диска                                | Допінг |
| Літні Олімпійські ігри 2012  | Світлана Подобєдова                                      | Казахстан                    | Золото   | Важка атлетика, до 75 кг                                     | Допінг |
| Літні Олімпійські ігри 2012  | Олександр П'ятниця                                       | Україна                      | Срібло   | Легка атлетика, метання списа                                | Допінг |
| Літні Олімпійські ігри 2012  | Сослан Тігієв                                            | Узбекистан                   | Бронза   | Вільна боротьба, до 74 кг                                    | Допінг |
| Літні Олімпійські ігри 2012  | Ріпсіме Хуршудян                                         | Вірменія                     | Бронза   | Важка атлетика, понад 75 кг                                  | Допінг |
| Літні Олімпійські ігри 2012  | Світлана Царукаєва                                       | Росія                        | Срібло   | Важка атлетика, до 63 кг (жінки)                             | Допінг |
| Літні Олімпійські ігри 2012  | Зульфія Чиншанло                                         | Казахстан                    | Золото   | Важка атлетика, до 53 кг                                     | Допінг |
| Літні Олімпійські ігри 2012  | Марина Шкерманкова                                       | Білорусь                     | Бронза   | Важка атлетика, до 69 кг                                     | Допінг |
| Літні Олімпійські ігри 2012  | Марія Савінова-Фарносова                                 | Росія                        | Золото   | Легка атлетика, біг 800 метрів                               | Допінг |
| Зимові Олімпійські ігри 2014 | Олександр Зубков, Олексій Воєвода                        | Росія                        | Золото   | Бобслей, двійки (чоловіки)                                   | Допінг |
| Зимові Олімпійські ігри 2014 | Олександр Зубков, Олексій Воєвода                        | Росія                        | Золото   | Бобслей, четвірки (чоловіки)                                 | Допінг |
| Зимові Олімпійські ігри 2014 | Ольга Вілухіна                                           | Росія                        | Срібло   | Біатлон, спринт (жінки)                                      | Допінг |
| Зимові Олімпійські ігри 2014 | Ольга Вілухіна, Яна Романова, Ольга Зайцева              | Росія                        | Срібло   | Біатлон, естафета (жінки)                                    | Допінг |
| Літні Олімпійські ігри 2016  | Михайло Алоян                                            | Росія                        | Срібло   | Бокс, до 52 кг                                               | Допінг |
| Літні Олімпійські ігри 2016  | Іззат Артиков                                            | Киргизстан                   | Бронза   | Важка атлетика, до 69 кг                                     | Допінг |
| Літні Олімпійські ігри 2016  | Габріел Синкреян                                         | Румунія                      | Бронза   | Важка атлетика, до 85 кг                                     | Допінг |
| Літні Олімпійські ігри 2016  | Сергій Тарновський                                       | Молдова                      | Бронза   | Веслування на байдарках і каное, каное-одиночка, 1000 метрів | Допінг |
| Зимові Олімпійські ігри 2018 | Олександр Крушельницький                                 | Спортсмени-олімпійці з Росії | Бронза   | Керлінг, змішані пари                                        | Допінг |

## Список спортсменів (команд), позбавлених рішенням МОК олімпійських медалей, які пізніше повернуті спортсменам
Згідно з даними на 23 листопада 2014 року.
| Олімпіада                    | Атлет                                               | Країна                     | Нагорода | Вид спорту                       | Причина |
| ---------------------------- | --------------------------------------------------- | -------------------------- | -------- | -------------------------------- | --- |
| Літні Олімпійські ігри 1912  | Джим Торп                                           | США                        | Золото   | Легка атлетика, п'ятиборство     | Позбавлений медалей рішенням МОК 1913 року, відновлений у правах чемпіона у 1983 році (через 30 років після смерті). Оскільки на той час офіційного дозволу на участь професійних спортсменів на Іграх не існувало, формальною основою для відновлення у правах був цей факт, що дискваліфікація відбулася більш ніж через півроку після змагань, а правила 1912 року давали на винесення подібних рішень не більш ніж 30 днів                                      |
| Літні Олімпійські ігри 1912  | Джим Торп                                           | США                        | Золото   | Легка атлетика, десятиборство    | Позбавлений медалей рішенням МОК 1913 року, відновлений у правах чемпіона у 1983 році (через 30 років після смерті). Оскільки на той час офіційного дозволу на участь професійних спортсменів на Іграх не існувало, формальною основою для відновлення у правах був цей факт, що дискваліфікація відбулася більш ніж через півроку після змагань, а правила 1912 року давали на винесення подібних рішень не більш ніж 30 днів                                      |
| Літні Олімпійські ігри 1952  | Інгемар Юханссон                                    | Швеція                     | Срібло   | Бокс, понад 81 кг                | Згідно з рішенням рефері за пасивне ведення бою у фінальному поєдинку дискваліфікований та позбавлений срібної медалі, в 1982 році МОК скасував це рішення та повернув медаль боксеру |
| Зимові Олімпійські ігри 1964 | Маріка Кіліус та Ганс-Юрген Боймлер                 | Об'єднана німецька команда | Срібло   | Фігурне катання, парне катання   | Були позбавлені нагород після встановлення факту підписання ними професійного контракту напередодні Олімпійських ігор, у 1987 році рішення було відмінене, і нагороди були повернені фігуристам |
| Зимові Олімпійські ігри 1998 | Росс Ребальяті                                      | Канада                     | Золото   | Сноуборд, гігантський слалом     | Проба на допінг, узята відразу після закінчення фінального заїзду, вказала на наявність у крові слідів марихуани, що й стало підставою дискваліфікації спортсмена, проте через 32 години рішення було відмінене із формулюванням: хоча вживання канабісу є серйозною соціальною проблемою, проте немає жодних юридичних основ для покарання канадця, згідно з правилами МОК і ФІС.                                                                                  |
| Літні Олімпійські ігри 2000  | Естафетна збірна США (4х100 м) (окрім Маріон Джонс) | США                        | Бронза   | Легка атлетика, естафета 4х100 м | Після добровільного зізнання Маріон Джонс у вживанні допінгу всі учасниці естафетної команди були позбавлені нагород, проте в 2010 році Спортивний арбітражний суд у Лозанні (CAS) постановив повернути спортсменкам двох жіночих естафетних збірних США медалі, згідно з рішенням суду правила МОК на 2000 рік не передбачали дискваліфікацію всієї команди через одного із її членів                                                                              |
| Літні Олімпійські ігри 2000  | Естафетна збірна США (4х400 м) (окрім Маріон Джонс) | США                        | Золото   | Легка атлетика, естафета 4х400 м | Після добровільного зізнання Маріон Джонс у вживанні допінгу всі учасниці естафетної команди були позбавлені нагород, проте в 2010 році Спортивний арбітражний суд у Лозанні (CAS) постановив повернути спортсменкам двох жіночих естафетних збірних США медалі, згідно з рішенням суду правила МОК на 2000 рік не передбачали дискваліфікацію всієї команди через одного із її членів                                                                              |
| Літні Олімпійські ігри 2000  | Марія Луїза Калле                                   | Колумбія                   | Бронза   | Велоспорт, гонка по очкам        | Після позитивного результату проби на допінг була дискваліфікована та позбавлена нагороди, проте в 2005 році згідно з рішенням Спортивного арбітражного суду в Лозанні (CAS) позитивна проба на допінг була визнана помилковою, і нагорода була повернута спортсменці |
| Літні Олімпійські ігри 2008  | Вадим Дев'ятовський                                 | Білорусь                   | Срібло   | Легка атлетика, метання молота   | У грудні 2008 року внаслідок підвищеного рівня тестостерону рішенням МОК був позбавлений нагороди та покараний пожиттєвою дискваліфікацією. У червні 2010 року рішення про дискваліфікацію були відмінені Спортивним арбітражним судом у Лозанні (CAS) у зв'язку із порушеннями, які були допущені при проведенні допінг-контролю, олімпійська медаль повернена спортсмену                                                                                          |
| Літні Олімпійські ігри 2008  | Іван Тихон                                          | Білорусь                   | Бронза   | Легка атлетика, метання молота   | У грудні 2008 року внаслідок підвищеного рівня тестостерону рішенням МОК був позбавлений нагороди та покараний пожиттєвою дискваліфікацією. У червні 2010 року рішення про дискваліфікацію були відмінені Спортивним арбітражним судом у Лозанні (CAS) у зв'язку із порушеннями, які були допущені при проведенні допінг-контролю, олімпійська медаль повернена спортсмену                                                                                          |
| Зимові Олімпійські ігри 2014 | Ларс Ніклас Бекстрем                                | Швеція                     | Срібло   | Хокей                            | Допінг-проба, взята у спортсмена після матчу 1/4 фіналу дала позитивний результат, спортсмена відсторонено від змагань та дискваліфіковано. Проте у березні 2014 року МОК згідно з результатами розслідування встановив, що в діях спортсмена не було злого умислу, а заборонена речовина потрапила в організм із протиалергійним засобом, який призначили лікарі збірної. Срібну медаль, яку за підсумками змагань виграла збірна Швеції, було вручено спортсмену. |

## Фотографії деяких спортсменів, позбавлених олімпійської медалі

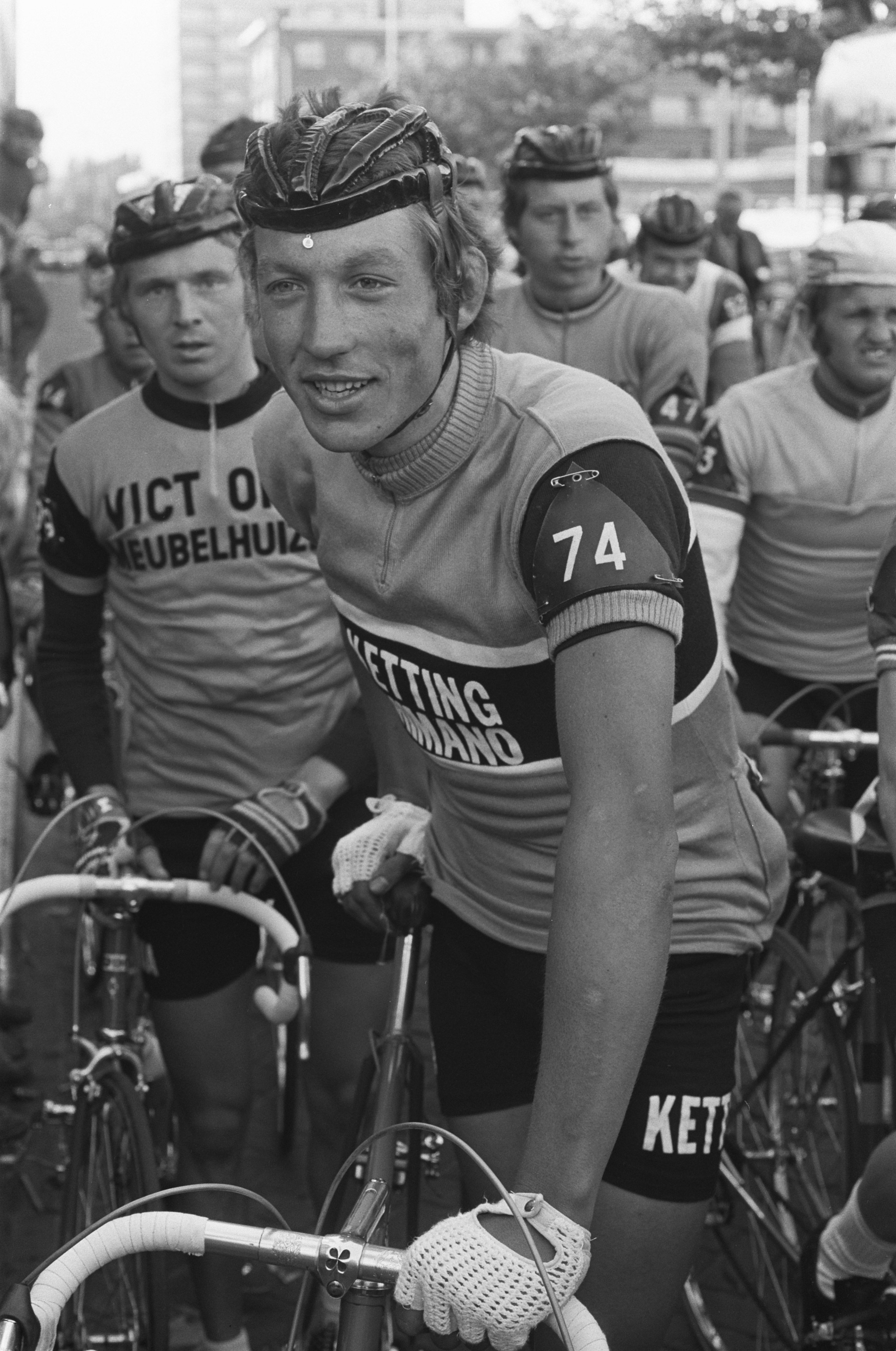
Аад ван ден Гук
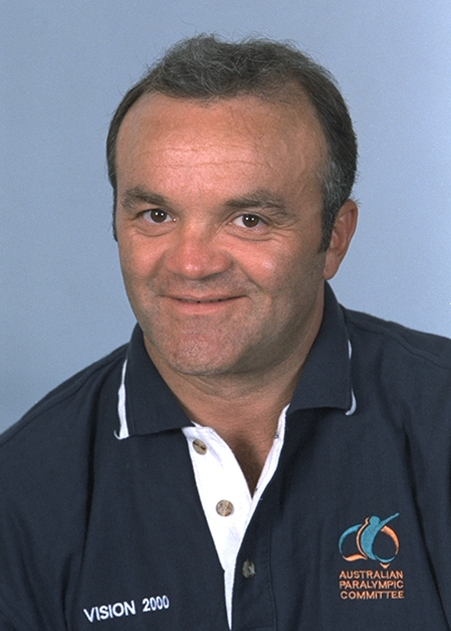
Благой Благоєв
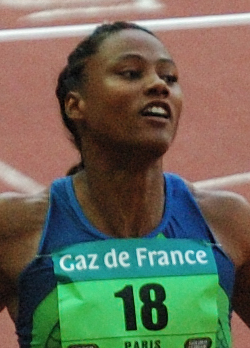
Меріон Джонс
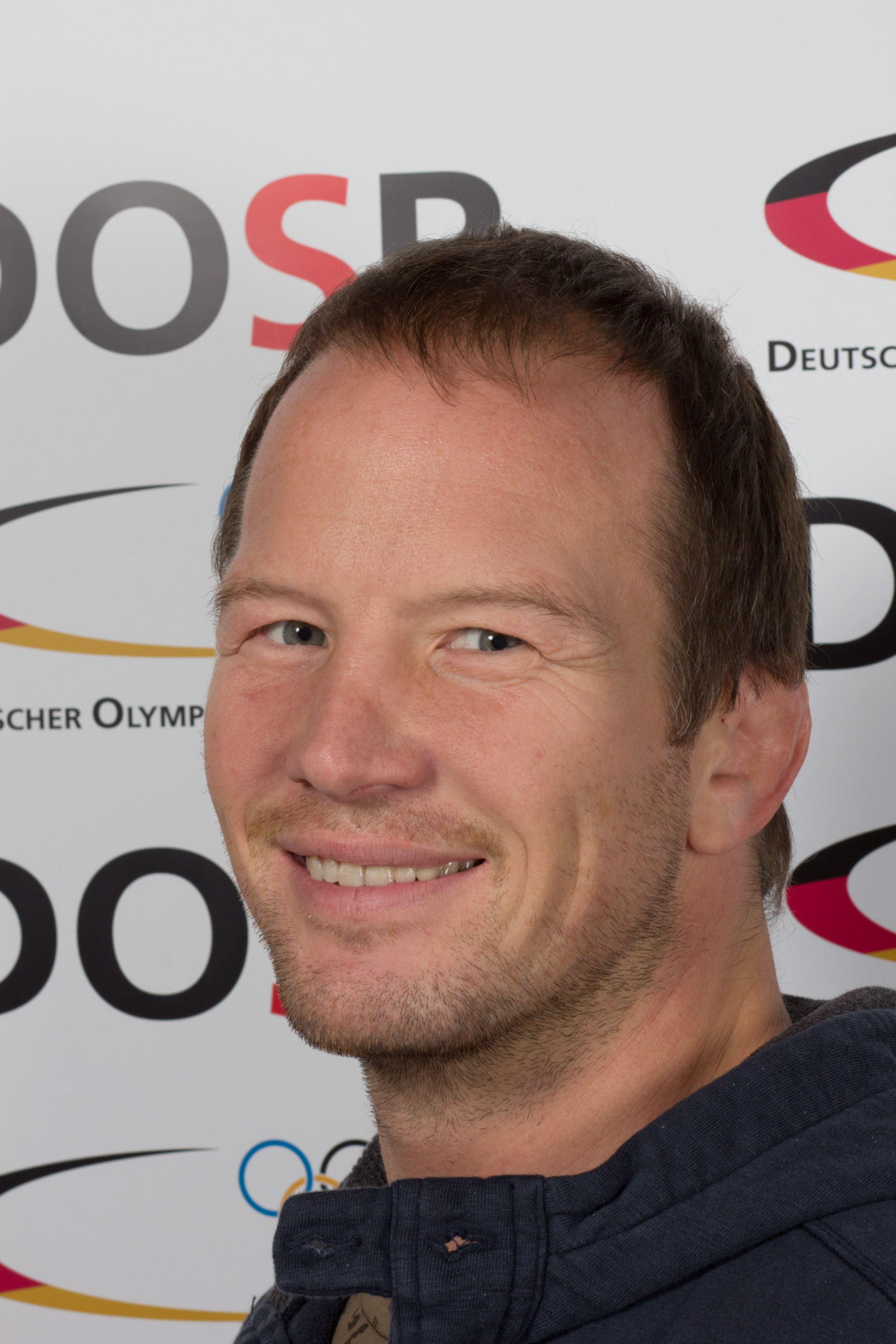
Александр Ляйпольд
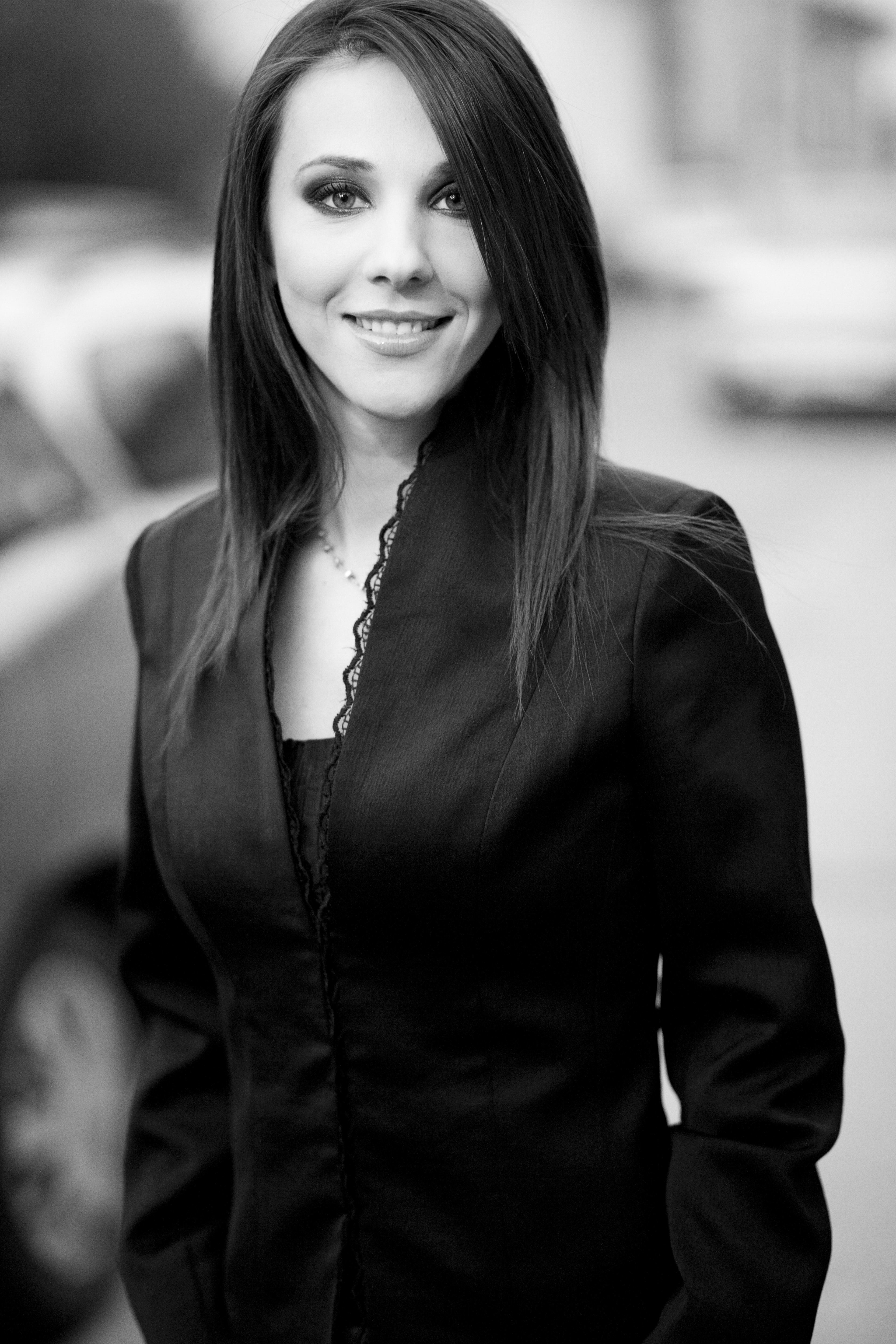
Андрея Редукан
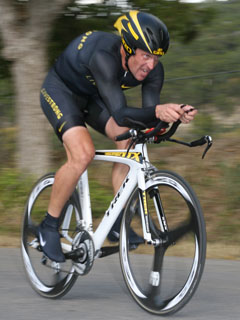
Ленс Армстронг
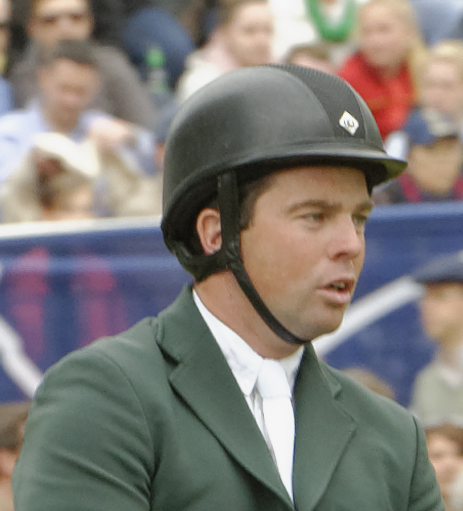
Шон О'Коннор
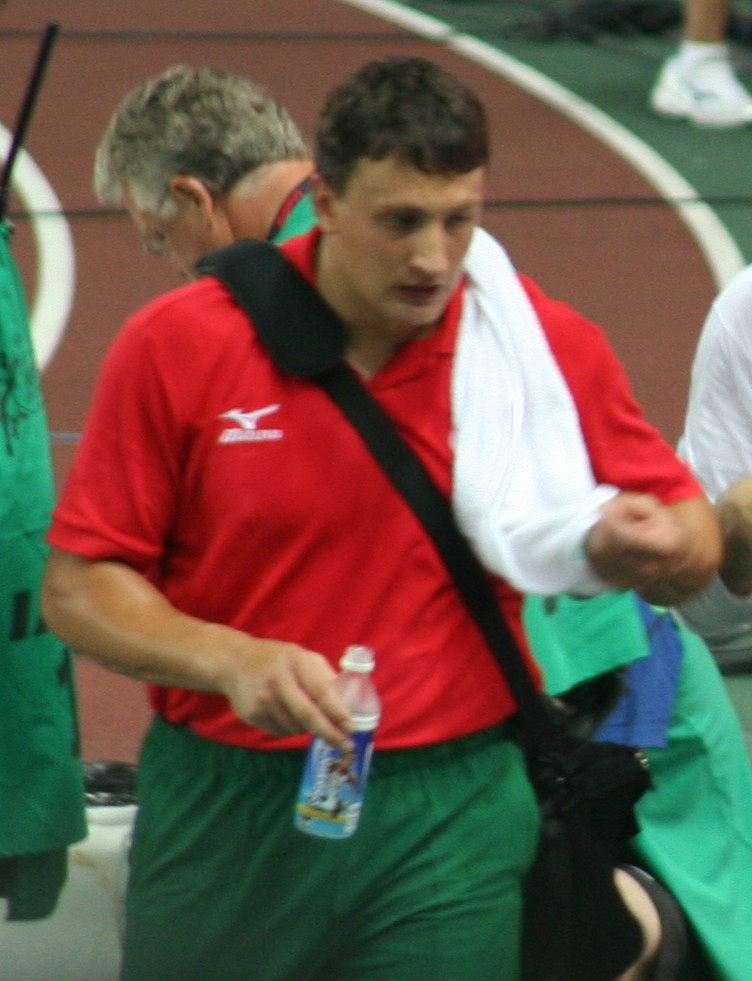
Іван Тихон
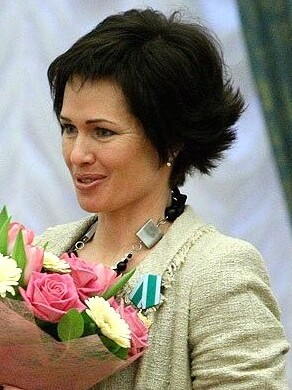
Ольга Пильова
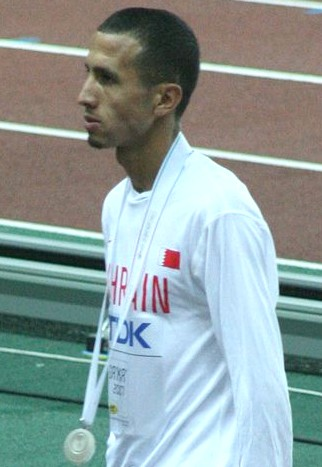
Рашид Рамзі
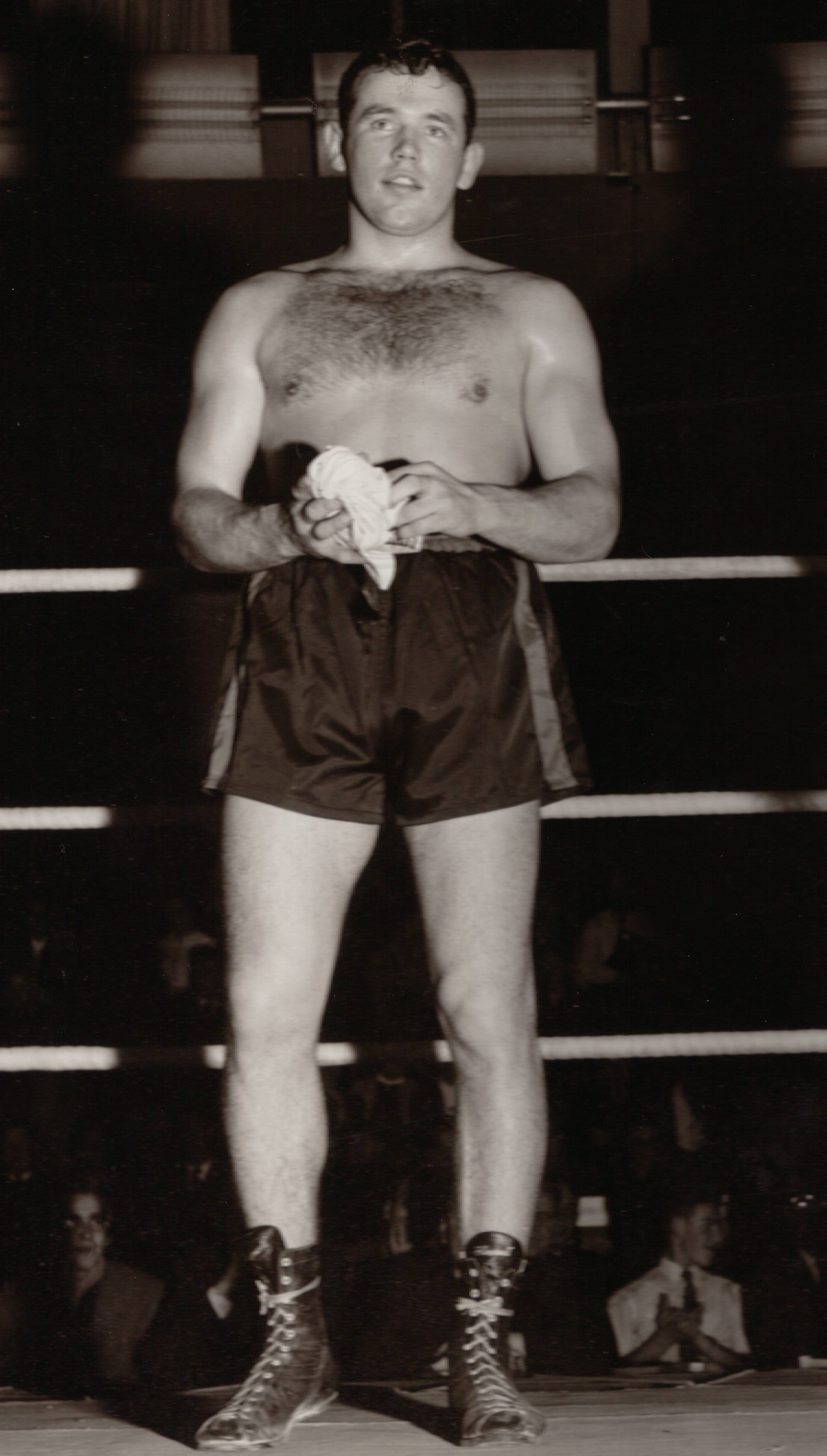
Інгемар Юганссон
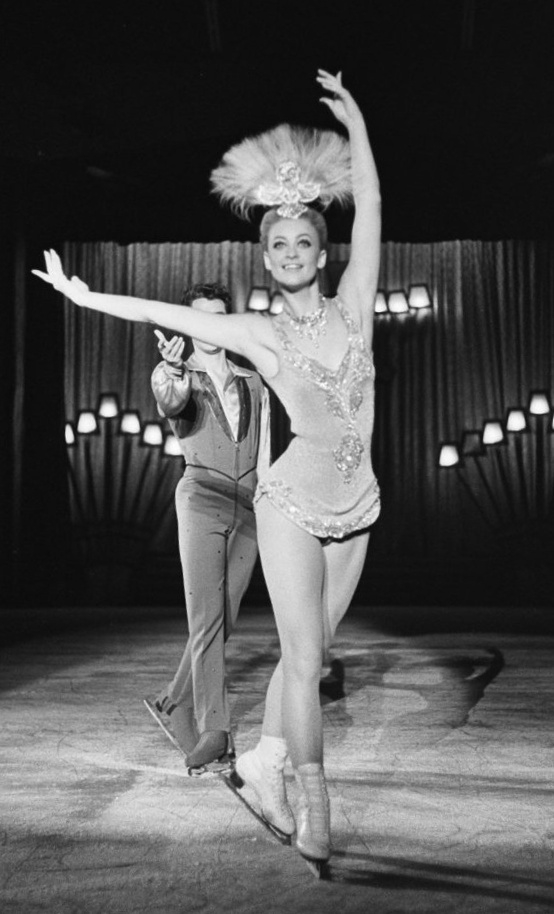
Маріка Кіліус